# Ліберальні демократи (Велика Британія)
Ліберал-демократична партія (англ. Liberal Democrats) — третя за величиною і впливом політична партія Великої Британії. Назва часто скорочується до слова «лібдеми» (Lib Dems). Лідери Ед Дейві та Марк Пак(з грудня 2019 р.).
Ліберал-демократична партія була утворена в 1988 році в результаті об'єднання Ліберальної і Соціал-демократичної партій. У британському політичному спектрі «лібдеми» займають найбільш центристську позицію з невеликим ухилом вліво. Лідер партії Нік Клеґґ дотримується більш правоцентристських позицій, ніж більшість його соратників у керівництві партії.
Ліберал-демократи найбільше страждають від відсутності пропорційної виборчої системи у Великої Британії. Так, на парламентських виборах 2005 року вони здобули 22,1 % голосів виборців, але лише 62 місця в Палаті громад (менше 10 % від загального числа мандатів). Саме тому «лібдеми» активно просувають ідею переходу до пропорційної виборчої системи замість нинішньої мажоритарної.
Крім цього, в програмі партії сильна екологічна та проєвропейська складова, вони виступають за виборність Палати лордів; в економіці — за менше втручання держави. «Лібдеми» завоювали повагу тим, що, на відміну від лейбористів і консерваторів, не підтримали свого часу участь Британії в іракській кампанії.
Найактивніше партію підтримують жителі південно-західної Англії, Корнуолл, сільських районів Шотландії та Уельсу, а також університетських міст Оксфорда і Кембриджу.
Ліберал-демократи з 1997 року послідовно покращували свої результати на виборах, і багато коментаторів відводять їм ключову роль у випадку, якщо жодна з двох провідних партій не набере абсолютної більшості і виникне ситуація «підвішеного парламенту».
У своєму передвиборчому гаслі ліберал-демократи поєднували основні посили Лейбористської і Консервативної партій — «Зміни, які працюють на вас: побудова справедливішої Британії» («Change that works for you: building a fairer Britain»).